# Ola Fagbemi
Ebenezar Olaoluwa Fagbemi, né le 20 octobre 1984, est un joueur nigérian de badminton.

## Carrière
Il est médaillé d'argent en simple hommes lors des Championnats d'Afrique de badminton 2000 à Bauchi.
Lors des Championnats d'Afrique de badminton 2002 à Casablanca, il remporte la médaille d'argent par équipe mixte et la médaille de bronze en simple hommes et en double hommes avec Ocholi Edicha.
Aux Jeux africains de 2003 à Abuja, il est médaillé d'argent par équipe mixte et en simple hommes. Il est médaillé d'or par équipe mixte aux Jeux africains de 2007 à Alger.
Lors des Championnats d'Afrique de badminton 2009 à Nairobi, il obtient la médaille d'or en simple hommes, en double hommes avec Jinkan Ifraimu et en double mixte avec Grace Daniel.
Aux Championnats d'Afrique de badminton 2010 à Kampala, il remporte la médaille d'or en double hommes avec Jinkan Ifraimu et la médaille d'argent en simple hommes.
Lors des Championnats d'Afrique de badminton 2011 à Marrakech, il obtient la médaille d'argent en simple hommes, en double hommes avec Jinkan Ifraimu et en équipe mixte. Aux Jeux africains de 2011 à Maputo, il est médaillé d'or en double hommes avec Jinkan Ifraimu et par équipe mixte et médaillé de bronze en simple hommes.
Aux Championnats d'Afrique de badminton 2012 à Addis Abeba, il remporte la médaille d'argent en double hommes avec Jinkan Ifraimu et la médaille de bronze en double mixte avec Susan Ideh.
Lors des Championnats d'Afrique de badminton 2014 à Gaborone, il obtient la médaille d'argent en équipe mixte et la médaille de bronze en double mixte avec Dorcas Adesokan. Aux Jeux africains de 2015 à Brazzaville, il est médaillé de bronze en double hommes avec Jinkan Ifraimu et par équipe mixte.
Aux Championnats d'Afrique par équipe, il est médaillé d'or en 2008 et en 2010 et médaillé d'argent en 2012.